# Pseudocalyptomena graueri
Pseudocalyptomena graueri е вид птица от семейство Eurylaimidae, единствен представител на род Pseudocalyptomena. Видът е световно застрашен, със статут Уязвим.

## Разпространение
Видът е разпространен в Демократична република Конго и Уганда.